# Oreolalax popei
Espèce
Synonymes
- Scutiger popei Liu, 1947

Statut de conservation UICN

 LC  : Préoccupation mineure
Oreolalax popei est une espèce d'amphibiens de la famille des Megophryidae.

## Répartition
Cette espèce est endémique du centre de la République populaire de Chine. Elle se rencontre entre 700 et 2 000 m d'altitude, :
- dans le sud de la province du Gansu ;
- dans le sud de la province du Shaanxi ;
- dans le centre et le Nord-Est de la province du Sichuan.

## Étymologie
Cette espèce est nommée en l'honneur de Clifford Hillhouse Pope.

## Publication originale
- Liu, 1947 : Two new frogs of the genus Scutiger from West China. Copiea, vol. 1947, no 2, p. 123-126.